# Planosol

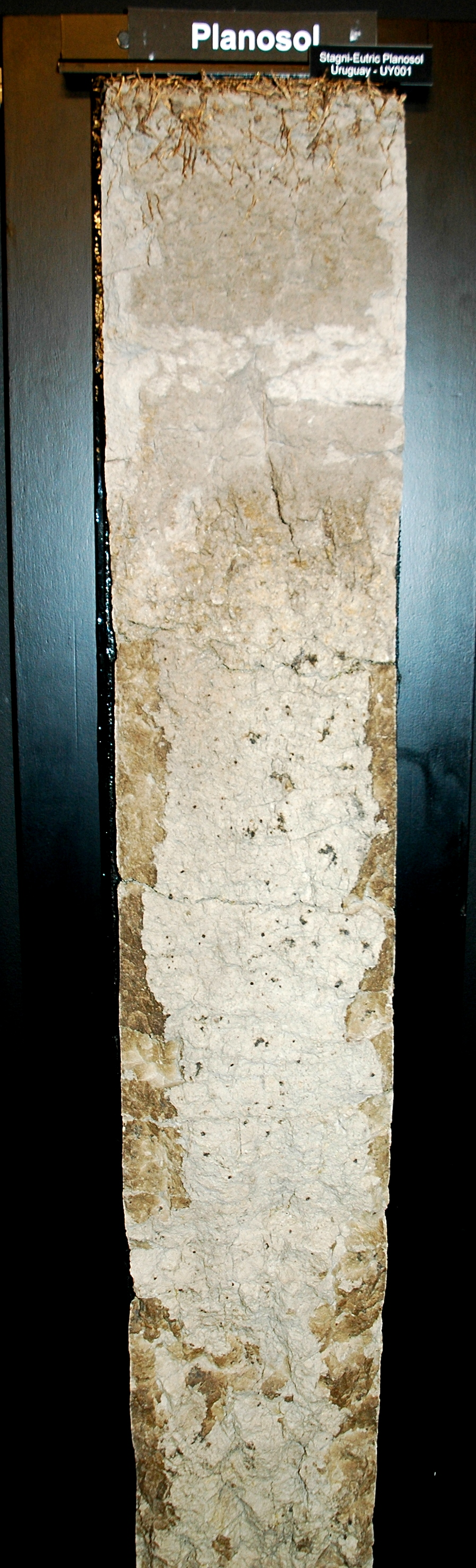
Planosol (Uruguay)

Een Planosol (in de World Reference Base for Soil Resources) is een bodem met een licht gekleurde bovenste horizont met een grove textuur en tekenen van periodieke water stagnatie; deze gaat abrupt over in een dichte, slecht permeabele B horizont met aanzienlijk meer klei dan de bovengrond. In de oude Amerikaanse bodemclaasificatie werd de naam Planosol ook gebruikt, in de huidige classificatie, de USDA soil taxonomy, worden de Planosolen ingedeeld in Great Groups van de Alfisolen, Ultisolen en Mollisolen.
Deze gronden komen voor op vlak terrein waar in sommige seizoenen sprake is van wateroverlast. Men vindt ze vooral in subtropische en gematigde, semi-aride en subhumide streken.
Planosols zijn voornamelijk gevormd in kleiige alluviale en colluviale afzettingen. Door de geologische gelaagdheid en/of een bodemkundig proces van destructie en verwijdering van klei is een vrij grof getextureerde, licht gekleurde bovengrond ontstaan met een abrupte overgang naar een fijn getextureerde ondergrond. De sterk bemoeilijkte benedenwaartse percolatie van water in het profiel veroorzaakt tijdelijke gereduceerde omstandigheden, wat zichtbaar is in de typische gleyvlekken, vooral nabij de abrupte textuursprong.
In natuurlijke toestand dragen Planosolen een schaarse vegetatie, meestal met wat verspreide struiken en bomen met een ondiep wortelgestel, die bestand zijn tegen periodieke wateroverlast. Landbouwkundig gebruik is meestal veel minder intensief dan op andere bodems onder dezelfde klimaatomstandigheden. Grote gebieden worden gebruikt voor extensieve veeteelt. In de gematigde klimaatzone worden deze gronden wel gebruikt voor gewasen als tarwe en suikerbiet. De oogsten zijn echter naar verhouding laag. Zuurstofgebrek in de bewortelbare zone, een sterk verdichte ondergrond en soms een toxisch gehalte aan aluminium zijn belangrijke beperkingen voor het gebruik. In Zuidoost-Azië worden Planosolen gebruikt voor de paddy rijstbouw. Andere gewassen zijn daar weinig succesvol. Zorgvuldige bemesting is echter noodzakelijk voor goede opbrengsten. In klimaten met lange droge perioden en korte slecht voorspelbare natte intervallen is het beste landgebruik grasland. Sterk ontwikkelde Planosolen met een zeer siltige of zandige bovengrond zijn voor landbouw ongeschikt.
Planosolen bedekken ongeveer 130 miljoen hectare van de wereld. Ze zijn vooral te vinden in subtropische en gematigde streken met een duidelijke afwisseling van natte en droge seizoenen, zoals in Latijns-Amerika (het zuiden van Brazilië, Paraguay en Argentinië), Afrika (Sahel zone, Oost- en Zuid-Afrika), het oosten van de Verenigde Staten, Zuidoost-Azië (Bangladesh en Thailand), en in Australië.

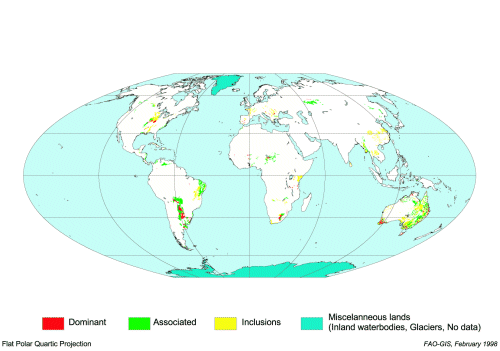
Voorkomen van Planosols